# Gran Premio de Malasia de Motociclismo de 2008
El Gran Premio de Malasia de Motociclismo de 2008 fue la decimoséptima prueba del Campeonato del Mundo de Motociclismo de 2008. Tuvo lugar en el fin de semana del 17 al 19 de octubre de 2008 en el Circuito Internacional de Sepang, situado en Sepang, Selangor, Malasia. La carrera de MotoGP fue ganada por Valentino Rossi, seguido de Dani Pedrosa y Andrea Dovizioso. Álvaro Bautista ganó la prueba de 250cc, por delante de Hiroshi Aoyama y Marco Simoncelli. La carrera de 125cc fue ganada por Gábor Talmácsi, Bradley Smith fue segundo y Simone Corsi tercero.

## Resultados MotoGP
| Pos.            | N.º | Piloto           | Constructor | Vueltas | Tiempo/Retirado | Grilla | Puntos |
| --------------- | --- | ---------------- | ----------- | ------- | --------------- | ------ | ------ |
| 1               | 46  | Valentino Rossi  | Yamaha      | 21      | 43:06.007       | 2      | 25     |
| 2               | 2   | Dani Pedrosa     | Honda       | 21      | +4.008          | 1      | 20     |
| 3               | 4   | Andrea Dovizioso | Honda       | 21      | +8.536          | 6      | 16     |
| 4               | 69  | Nicky Hayden     | Honda       | 21      | +8.858          | 4      | 13     |
| 5               | 56  | Shinya Nakano    | Honda       | 21      | +10.583         | 15     | 11     |
| 6               | 1   | Casey Stoner     | Ducati      | 21      | +13.640         | 7      | 10     |
| 7               | 65  | Loris Capirossi  | Suzuki      | 21      | +15.936         | 8      | 9      |
| 8               | 5   | Colin Edwards    | Yamaha      | 21      | +18.802         | 5      | 8      |
| 9               | 7   | Chris Vermeulen  | Suzuki      | 21      | +23.174         | 11     | 7      |
| 10              | 14  | Randy de Puniet  | Honda       | 21      | +25.516         | 9      | 6      |
| 11              | 21  | John Hopkins     | Kawasaki    | 21      | +27.609         | 10     | 5      |
| 12              | 13  | Anthony West     | Kawasaki    | 21      | +41.399         | 13     | 4      |
| 13              | 50  | Sylvain Guintoli | Ducati      | 21      | +45.617         | 16     | 3      |
| 14              | 15  | Alex de Angelis  | Honda       | 21      | +49.003         | 17     | 2      |
| 15              | 24  | Toni Elías       | Ducati      | 21      | +59.139         | 19     | 1      |
| 16              | 33  | Marco Melandri   | Ducati      | 21      | +1:03.328       | 14     |        |
| 17              | 9   | Nobuatsu Aoki    | Suzuki      | 21      | +1:48.363       | 18     |        |
| Ret             | 48  | Jorge Lorenzo    | Yamaha      | 12      | Retirement      | 3      |        |
| Ret             | 52  | James Toseland   | Yamaha      | 2       | Accident        | 12     |        |
| Reporte Oficial |     |                  |             |         |                 |        |        |

## Resultados 250cc
| Pos.            | N.º | Piloto              | Constructor | Vueltas | Tiempo/Retirado | Grilla | Puntos |
| --------------- | --- | ------------------- | ----------- | ------- | --------------- | ------ | ------ |
| 1               | 19  | Álvaro Bautista     | Aprilia     | 20      | 42:56.428       | 2      | 25     |
| 2               | 4   | Hiroshi Aoyama      | KTM         | 20      | +2.586          | 1      | 20     |
| 3               | 58  | Marco Simoncelli    | Gilera      | 20      | +8.343          | 3      | 16     |
| 4               | 72  | Yuki Takahashi      | Honda       | 20      | +11.032         | 8      | 13     |
| 5               | 41  | Aleix Espargaró     | Aprilia     | 20      | +13.846         | 6      | 11     |
| 6               | 6   | Alex Debón          | Aprilia     | 20      | +14.274         | 9      | 10     |
| 7               | 15  | Roberto Locatelli   | Gilera      | 20      | +15.101         | 15     | 9      |
| 8               | 14  | Ratthapark Wilairot | Honda       | 20      | +16.987         | 5      | 8      |
| 9               | 12  | Thomas Lüthi        | Aprilia     | 20      | +25.356         | 14     | 7      |
| 10              | 52  | Lukáš Pešek         | Aprilia     | 20      | +26.846         | 13     | 6      |
| 11              | 32  | Fabrizio Lai        | Gilera      | 20      | +49.907         | 12     | 5      |
| 12              | 17  | Karel Abraham       | Aprilia     | 20      | +50.088         | 18     | 4      |
| 13              | 25  | Alex Baldolini      | Aprilia     | 20      | +1:05.816       | 17     | 3      |
| 14              | 35  | Simone Grotzkyj     | Gilera      | 20      | +1:15.544       | 19     | 2      |
| 15              | 10  | Imre Tóth           | Aprilia     | 20      | +1:19.905       | 16     | 1      |
| 16              | 43  | Manuel Hernández    | Aprilia     | 20      | +1:35.890       | 21     |        |
| 17              | 92  | Daniel Arcas        | Aprilia     | 20      | +2:00.717       | 22     |        |
| 18              | 45  | Doni Tata Pradita   | Yamaha      | 20      | +2:28.842       | 20     |        |
| Ret             | 75  | Mattia Pasini       | Aprilia     | 15      | Retirement      | 11     |        |
| Ret             | 60  | Julián Simón        | KTM         | 11      | Retirement      | 7      |        |
| Ret             | 36  | Mika Kallio         | KTM         | 5       | Retirement      | 4      |        |
| Ret             | 55  | Héctor Faubel       | Aprilia     | 4       | Accident        | 10     |        |
| Reporte Oficial |     |                     |             |         |                 |        |        |

## Resultados 125cc
| Pos.            | N.º | Piloto             | Constructor | Vueltas | Tiempo/Retirado | Grilla | Puntos |
| --------------- | --- | ------------------ | ----------- | ------- | --------------- | ------ | ------ |
| 1               | 1   | Gábor Talmácsi     | Aprilia     | 19      | 43:00.716       | 2      | 25     |
| 2               | 38  | Bradley Smith      | Aprilia     | 19      | +3.416          | 13     | 20     |
| 3               | 24  | Simone Corsi       | Aprilia     | 19      | +6.896          | 8      | 16     |
| 4               | 11  | Sandro Cortese     | Aprilia     | 19      | +6.925          | 18     | 13     |
| 5               | 63  | Mike Di Meglio     | Derbi       | 19      | +7.115          | 9      | 11     |
| 6               | 44  | Pol Espargaró      | Derbi       | 19      | +15.122         | 4      | 10     |
| 7               | 6   | Joan Olivé         | Derbi       | 19      | +21.805         | 6      | 9      |
| 8               | 77  | Dominique Aegerter | Derbi       | 19      | +21.869         | 22     | 8      |
| 9               | 18  | Nicolás Terol      | Aprilia     | 19      | +21.958         | 12     | 7      |
| 10              | 29  | Andrea Iannone     | Aprilia     | 19      | +23.615         | 1      | 6      |
| 11              | 71  | Tomoyoshi Koyama   | KTM         | 19      | +23.651         | 7      | 5      |
| 12              | 33  | Sergio Gadea       | Aprilia     | 19      | +35.224         | 5      | 4      |
| 13              | 8   | Lorenzo Zanetti    | KTM         | 19      | +40.502         | 20     | 3      |
| 14              | 22  | Pablo Nieto        | KTM         | 19      | +51.404         | 17     | 2      |
| 15              | 26  | Adrián Martín      | Aprilia     | 19      | +55.726         | 26     | 1      |
| 16              | 16  | Jules Cluzel       | Loncin      | 19      | +56.537         | 23     |        |
| 17              | 94  | Jonas Folger       | KTM         | 19      | +1:07.140       | 28     |        |
| 18              | 72  | Marco Ravaioli     | Aprilia     | 19      | +1:07.573       | 24     |        |
| 19              | 34  | Randy Krummenacher | KTM         | 19      | +1:07.741       | 31     |        |
| 20              | 21  | Robin Lässer       | Aprilia     | 19      | +1:08.849       | 27     |        |
| 21              | 48  | Bastien Chesaux    | Aprilia     | 19      | +1:46.609       | 33     |        |
| 22              | 95  | Robert Mureșan     | Aprilia     | 18      | +1 lap          | 30     |        |
| Ret             | 12  | Esteve Rabat       | KTM         | 17      | Retirement      | 25     |        |
| Ret             | 51  | Stevie Bonsey      | Aprilia     | 12      | Retirement      | 15     |        |
| Ret             | 17  | Stefan Bradl       | Aprilia     | 11      | Retirement      | 10     |        |
| Ret             | 45  | Scott Redding      | Aprilia     | 11      | Retirement      | 11     |        |
| Ret             | 56  | Hugo van den Berg  | Aprilia     | 11      | Retirement      | 29     |        |
| Ret             | 35  | Raffaele De Rosa   | KTM         | 8       | Retirement      | 19     |        |
| Ret             | 99  | Danny Webb         | Aprilia     | 8       | Retirement      | 3      |        |
| Ret             | 28  | Enrique Jerez      | KTM         | 8       | Retirement      | 32     |        |
| Ret             | 5   | Alexis Masbou      | Loncin      | 6       | Retirement      | 14     |        |
| Ret             | 73  | Takaaki Nakagami   | Aprilia     | 3       | Accident        | 21     |        |
| DNS             | 7   | Efrén Vázquez      | Aprilia     | 0       | Did not start   | 16     |        |
| DNS             | 36  | Cyril Carrillo     | Honda       |         | Did not start   |        |        |
| WD              | 93  | Marc Márquez       | KTM         |         | Withdrew        |        |        |
| Reporte Oficial |     |                    |             |         |                 |        |        |